# Радиус, Александра
Александра Мари Теодора (Лекс) Радиус (нидерл. Alexandra Mary Theodora (Lex) Radius, род. 3 июля 1942, Амстердам, Нидерланды) — нидерландская балерина.

## Биография
Дебютировала в 1957 году в Нидерландах в балетной труппе Сони Гаскелл. В 1959 году познакомилась с Ханом Эббеларом, который в 1963 году  стал её мужем и постоянным сценическим партнёром. Радиус и Эббелар были солистами нидерландского Национального балета, Нидерландского театра танца , а между 1968 и 1970 годами - Американского театра балета.
Радиус танцевала, как в классических произведениях, так и в современных хореографических постановках, в том числе, своих соотечественников  Руди ван Данцига и Ханса ван Манена. Её сценическими партнерами были также Рудольф Нуреев, Хенни Юриенс, Золтан Шолимоши, Алан Ланд. В 1990 году она завершила балетную карьеру в возрасте 48 лет. Награждена орденом Оранских-Нассау за достижения в области искусства. Премия имени Александры Радиус ныне вручается молодым танцовщикам.